# Pure (gemeente)
Pure is een gemeente in het Franse departement Ardennes (regio Grand Est) en telt 585 inwoners (1999). De plaats maakt deel uit van het arrondissement Sedan en grenst aan België.

## Geografie
De oppervlakte van Pure bedraagt 6,5 km², de bevolkingsdichtheid is 90,0 inwoners per km².
Ook de buurtschap Messempré valt onder deze gemeente.
De onderstaande kaart toont de ligging van Pure (gemeente) met de belangrijkste infrastructuur en aangrenzende gemeenten.

## Demografie
Onderstaande figuur toont het verloop van het inwonertal (bron: INSEE-tellingen).

Vanwege een beveiligingsprobleem met de MediaWiki Graph-software is het momenteel niet mogelijk deze grafiek weer te geven. Zodra de software is bijgewerkt zal de grafiek vanzelf weer zichtbaar worden.